# Cuetzalingo
Cuetzalingo är en ort i Mexiko.   Den ligger i kommunen Chiconcuautla och delstaten Puebla, i den sydöstra delen av landet, 140 km nordost om huvudstaden Mexico City. Cuetzalingo ligger 1 148 meter över havet och antalet invånare är 639.
Terrängen runt Cuetzalingo är huvudsakligen kuperad, men västerut är den bergig. Cuetzalingo ligger nere i en dal. Runt Cuetzalingo är det ganska tätbefolkat, med 160 invånare per kvadratkilometer. Närmaste större samhälle är Huauchinango, 18,0 km nordväst om Cuetzalingo. Omgivningarna runt Cuetzalingo är en mosaik av jordbruksmark och naturlig växtlighet.